# Лояне
Лоя́не (мак. Лојане) — село у Північній Македонії, входить до складу общини Липково Північно-Східного регіону.
Населення — 2682 особи (перепис 2002) в 508 господарствах.